# Full House (album)
Albums de Fairport Convention
Liege & Lief
(1969) Angel Delight
(1971)
Full House est le cinquième album studio du groupe de folk rock britannique Fairport Convention. Il est sorti en 1970 sur le label Island Records.
Comme son prédécesseur Liege & Lief, il se compose majoritairement d'interprétations de chansons traditionnelles britanniques, avec quelques compositions originales. À la suite du départ de Sandy Denny, partie former Fotheringay, c'est le premier disque du groupe sans chanteuse. C'est également le premier album du groupe sans son bassiste original Ashley Hutchings, parti former Steeleye Span ; il est remplacé par Dave Pegg.

## Fiche technique

### Chansons
| 1. | Walk Awhile | Richard Thompson, Dave Swarbrick (en)   | 3:57 |
| 2. | Dirty Linen | traditionnel arrangé par Dave Swarbrick | 4:17 |
| 3. | Sloth       | Richard Thompson, Dave Swarbrick        | 9:19 |

| 4. | Sir Patrick Spens (en) | traditionnel arrangé par Fairport Convention | 3:30 |
| 5. | Flatback Caper         | traditionnel arrangé par Fairport Convention | 6:24 |
| 6. | Doctor of Physick      | Richard Thompson, Dave Swarbrick             | 3:37 |
| 7. | Flowers of the Forest  | traditionnel arrangé par Fairport Convention | 4:04 |

La réédition remasterisée de Full House parue chez Island en 2001 rétablit l'ordre original des morceaux et réintègre Poor Will & The Jolly Hangman, un titre écarté à la dernière minute de la version de 1970. Elle comprend également quatre titres bonus.
| 1.  | Walk Awhile | Richard Thompson, Dave Swarbrick             | 4:01  |
| 2.  | Doctor of Physick | Richard Thompson, Dave Swarbrick             | 3:33  |
| 3.  | Dirty Linen | traditionnel arrangé par Dave Swarbrick      | 4:14  |
| 4.  | Sloth | Richard Thompson, Dave Swarbrick             | 9:15  |
| 5.  | Sir Patrick Spens | traditionnel arrangé par Fairport Convention | 3:32  |
| 6.  | Flatback Caper | traditionnel arrangé par Fairport Convention | 6:22  |
| 7.  | Poor Will & The Jolly Hangman | Richard Thompson, Dave Swarbrick             | 5:31  |
| 8.  | Flowers of the Forest | traditionnel arrangé par Fairport Convention | 4:04  |
| 9.  | Now Be Thankful (en) (face A du 45 tours Island WIP 6089, en mono) | Richard Thompson, Dave Swarbrick             | 2:24  |
| 10. | Sir B. McKenzie's Daughter's Lament for the 77th Mounted Lancers Retreat from the Straits of Loch Knombe, in the Year of Our Lord 1727, on the Occasion of the Announcement of Her Marriage to the Laird of Kinleakie (face B du 45 tours Island WIP 6089) | traditionnel arrangé par Fairport Convention | 2:52  |
| 11. | Bonny Bunch of Roses | traditionnel arrangé par Fairport Convention | 10:48 |
| 12. | Now Be Thankful (version stéréo inédite) | Richard Thompson, Dave Swarbrick             | 2:24  |

### Musiciens

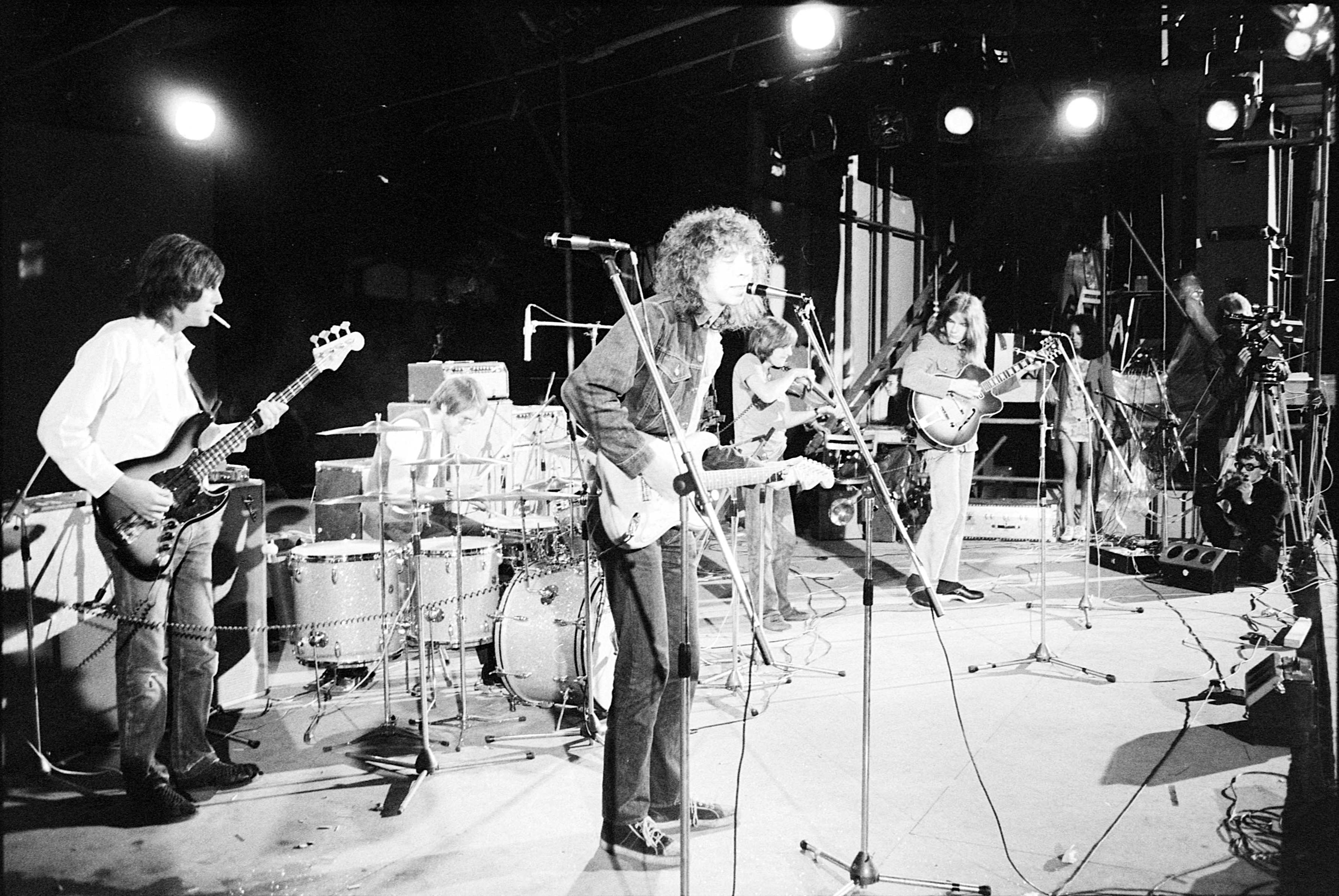
Fairport Convention sur scène le 28 juin 1970. De gauche à droite : Dave Pegg, Dave Mattacks, Richard Thompson, Dave Swarbrick et Simon Nicol.

- Dave Swarbrick (en) : chant, violon, alto, mandoline
- Richard Thompson : chant, guitare électrique
- Dave Pegg : chant, basse, mandoline
- Dave Mattacks : batterie, percussions, harmonium, bodhrán
- Simon Nicol (en) : chant, guitare électrique, guitare acoustique, basse, dulcimer électrique

### Équipe de production
- Joe Boyd : producteur
- John Wood (en) : ingénieur du son
- Superwives : conception de la pochette

### Classements et certifications
| Pays (classement)             | Meilleure position |
| ----------------------------- | ------------------ |
| Royaume-Uni (UK Albums Chart) | 13                 |